# Palace (Bar)

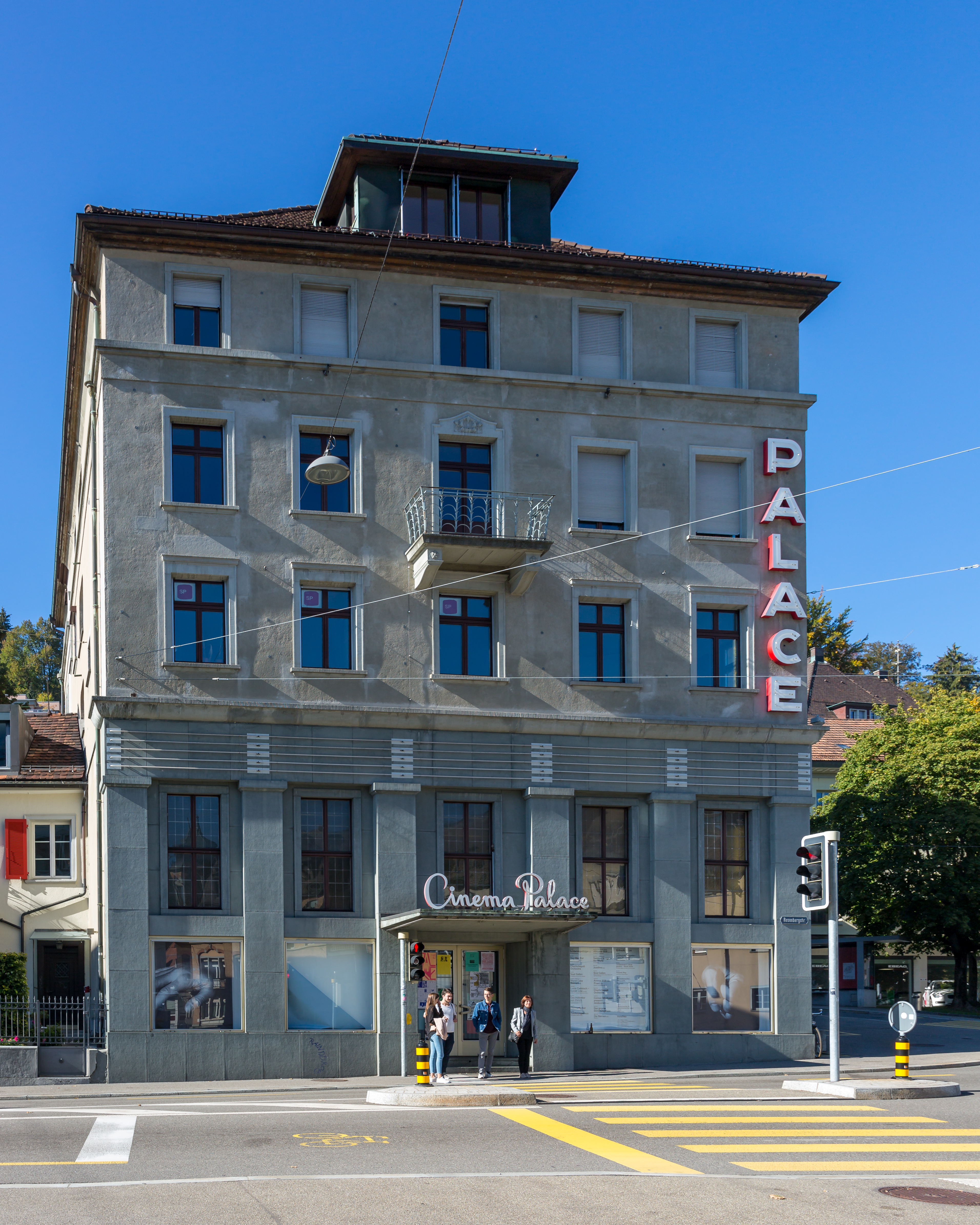
Palace in St. Gallen (2018)

Das Palace ist ein ehemaliges Kino in St. Gallen, das heute als Konzert- und Diskussionslokal verwendet wird und unter Denkmalschutz steht.

## Geschichte

### Vorgeschichte als Kino
Der aus Zürich-Oerlikon stammende Elektromonteur Jules Schulthess ließ Anfang der 1920er-Jahre am Blumenbergplatz das «Cinema Palace Theater» errichten. Die Planung des Hauses erstellte der jüdische Architekt Moritz «Moses» Hauser. Der Bau mit Garderobe, Foyer und Balkon ist entsprechend der Bauweise der 1920er-Jahre wuchtig, aber elegant.
Das Cinema Palace Theater wurde 1924 mit einer Galavorstellung eröffnet. Es lief der Film «Das Karussell im Prater», im Rahmenprogramm tanzte Hedy Pfundmayr, die erste Solotänzerin der Wiener Staatsoper. 1930 zeigte Schulthess im Palace den ersten Tonfilm in St. Gallen, «Sonny Boy, The Singing Fool». 1983 kaufte der Schweizer Kinomagnat Franz Anton Brüni das Palace. Als es die Stadt St. Gallen 2003 erstand, war es mit einem Servitut belegt, wonach darin kein Kinobetrieb mehr stattfinden darf. Der Stadtrat rief einen Ideenwettbewerb für die künftige Nutzung aus.

### Wiedereröffnung als Konzertlokal
Die Siegerprojekte hätten einen kostenintensiven Umbau des Gebäudes erfordert, den das Stadtparlament der Stadt St. Gallen ablehnte. Der Stadtrat stellte es daraufhin den ehemaligen Betreibern des Konzertlokals Frohegg in St. Gallen und des Hafenbuffets Rorschach sowie von Klang und Kleid für zwei Jahre zur Verfügung: Statt über lange Kulturkonzepte wollten sie das Programm über einen Probebetrieb entwickeln.
Am 27. Oktober 2006 wurde das Palace, anknüpfend an die Eröffnung 1924, mit einer Soiree mit Musikern aus Wien wieder eröffnet. An den nächsten beiden Abenden spielten der alternative Countrysänger Digger Barnes und die Band Grizzly Bear aus New York.
Mit einem für die Ostschweiz einzigartigen Programm entwickelte sich das Palace rasch zu einem Konzertlokal, das über die Stadt- und Landesgrenzen hinaus Beachtung fand. 2008 konnte das Palace saniert werden, auf den Probebetrieb folgte die definitive Betriebsbewilligung. Für den Betrieb erhält das Palace von Stadt und Kanton St. Gallen einen jährlich wiederkehrenden Kredit. In den folgenden Jahren wurde der Betrieb professionalisiert, gleichzeitig sicherte sich das Palace einen festen Platz in der Ostschweizer Kulturlandschaft.

## Programm
Das Musikprogramm des Palace umfasst verschiedene popkulturelle Genres und Strömungen. Bands wie the xx, Courtney Barnett, Future Islands, Caribou, Young Fathers und Mac de Marco hatten ihre ersten Auftritte in der Schweiz im Palace. Am häufigsten auf der Palace-Bühne standen Manuel Stahlberger, Jeffrey Lewis und Andreas Spechtl (Ja, Panik). Der Konzertbereich hat 320 Stehplätze.
Dienstagabends hält die Erfreuliche Universität eine Art Vorlesungsreihe ab, am Fuss des Rosenbergs mit seiner Wirtschaftsakademie. Die Themen reichen von Verkehrsplanung über die Medienkrise bis zum Weltuntergang und um eine fortschrittliche Migrationspolitik. Die Erfreuliche Universität hat in einem Zeitraum von 10 Jahren in jeder Saison ein neues Banner gehisst, u. a. gestaltet von den Künstlern André Butzer, Michaela Melián, Peter Kamm, Jutta Koether, Albert Oehlen, Cosima von Bonin, Klaudia Schifferle, Roberto Ohrt und Andy Hope.
Das Musik- und Vortragsprogramm wird mit Partyreihen und humoristischen Unterhaltungsabenden ergänzt. In einem Zeitraum von fünf Jahren widmete sich die «Rap History» jeden Monat einem Jahr in der Geschichte des Hip-Hop. Die Soul- und Funk-Tanznacht «Soul Gallen» findet monatlich im Palace statt und wird gut besucht, während sich bei der Vortragsreihe «Worst Case Szenarios» alles um schlechte Kunst dreht.

## Association
Der Verein Association Palace bildet die Trägerschaft des Konzertlokals. Durch eine breite Abstützung sollen der Betrieb, aber auch das Bündnis für eine offensive Kultur und ein öffentliches Stadtleben gestärkt werden. Der Verein beschäftigt rund 50 Mitarbeitende, hinzu kommen Freiwillige. Über betriebliche und programmatische Fragen wird in den zuständigen Gruppen gemeinschaftlich entschieden.

## Kritik
Wegen seines auch politisch geprägten Programms geriet das Palace auch in die Kritik. So reichte die Stadtparlamentarierin Jennifer Deuel (FDP) einen Vorstoss mit dem Titel «Wem gehört eigentlich das Palace?» ein. Sie wollte wissen, welches Ziel die Veranstalter mit den Diskussionen in der Erfreulichen Universität verfolgen und ob es sinnvoll sei, eine politisch derart aktive Lokalität mit Finanzleistungen der Stadt zu unterstützen. Der Stadtrat beschied ihr darauf, eine Einmischung in das Programm kultureller Institutionen werde nur mit Zurückhaltung ausgeübt.

## Preise
2007 erhielt die Erfreuliche Universität einen Förderpreis der Stadt St. Gallen. 2012 wurde das Palace mit dem Förderpreis der St. Gallischen Kulturstiftung ausgezeichnet, der mit 10'000 Franken dotiert war. In der Urkunde hob die Kulturstiftung hervor, dass das Palace „durch das Engagement der Jungen schon nach wenigen Jahren zu einer bedeutenden Kulturinstitution in der Ostschweiz geworden“ sei. 2018 wurde das palace mit dem Musikclub-Förderpreis «Cheers» der Fondation Suisa und Migros-Kulturprozent ausgezeichnet.